# Жулебин, Семён Иванович
Семён Иванович Жулебин — воевода, дворецкий и наместник в правление Василия III Ивановича и Ивана IV Васильевича Грозного.
Сын И.Д. Жулебины Большого.

## Биография
Участник похода из Ржевы на Литву (1501). Служил 4-м головою в Рязани в связи с угрозой нападения крымских татар (1532). Командовал Передовым полком в Рязани (1540). В связи с приходом крымского хана Сахиб-Гирея к Ростиславлю на Оке стоял в Рязани 2-м воеводою (1541). Наместник в Новгороде-Северском (1543). Служил в должности дворецкого во Владимире у брата царя, князя Юрия Васильевича (1548). Упомянут на свадьбе брата Ивана Грозного - Юрия Васильевича и княжны Ульяны Палецкой "за княгиней ходили у саней дворецкий Семён Иванович Жулебин да дьяк Иван Цыплетев" (1548).